# Michael John Petry
Michael John Petry (9. Mai 1933 in London–2003) war Professor für Geschichte der Philosophie an der Erasmus-Universität Rotterdam.

## Leben und Werk
Petry wurde 1933 geboren und erhielt seine frühe Ausbildung an der Reading Blue Coat School (1944–1949) und später an der Reading School und am Pembroke College in Oxford (1949–1952). Er erwarb 1955 einen B.A. in Neuerer Geschichte, 1956 ein Diplom in Pädagogik und 1962 einen M.A. in Neuerer Geschichte. 1969 wurde ihm für seine Dissertation „Hegel's Philosophy of Nature, with Special Reference to its Mechanics“ unter der Betreuung von Pater F. C. Copleston der Dr. phil. verliehen.
Seine akademische Laufbahn begann mit Tätigkeiten als Dozent für englische Sprache und Literatur beim British Council in Stockholm, Schweden (1953–1960), und am International People's College in Helsingør, Dänemark (1960–1967). Anschließend lehrte er an der Universität Bochum (1970–1974), bevor er Professor für Geschichte der Philosophie an der Erasmus-Universität in Rotterdam, Niederlande, wurde, eine Position, die er von 1974 bis zu seiner Pensionierung im Jahr 1998 innehatte.

## Veröffentlichungen (Auswahl)

### Editorials
- Hegel and Newtonianism. In: SpringerLink. 1993, doi:10.1007/978-94-011-1662-6 (englisch, springer.com).[3][4]
- Michael John Petry: Hegel und die Naturwissenschaften. Frommann-Holzboog, 1987, ISBN 978-3-7728-1146-3 (isbn.de).[5][6][7][8][9][10][11]
- Rolf-Peter Horstmann, Michael John Petry: Hegels Philosophie der Natur: Beziehungen zwischen empirischer und spekulativer Naturerkenntnis. Klett-Cotta, 1986, ISBN 978-3-608-91408-5 (google.com).[6][12]

### Übersetzungen
- Georg Wilhelm Freidrich Hegel: Hegel’s Philosophy of Nature. Hrsg.: M. J. Petry. 1. Auflage. Routledge, 1970, ISBN 978-1-315-83032-2, doi:10.1201/9781315830322 (englisch, taylorfrancis.com).[13][14]
- G W F Hegel: Hegel’s Philosophy of Nature: Volume II Edited by M J Petry. 0. Auflage. Routledge, 1970, ISBN 978-1-315-83031-5, doi:10.4324/9781315830315 (englisch, taylorfrancis.com).
- G.W.F. Hegel: Hegel’s Philosophy of Nature. Hrsg.: M.J. Petry. 0. Auflage. Routledge, 1970, ISBN 978-1-317-83213-3, doi:10.4324/9781315823522 (englisch, taylorfrancis.com).[15]
- M. J. Petry: Hegels Philosophie des subjektiven Geistes / Hegel’s Philosophy of Subjective Spirit. In: SpringerLink. 1978, doi:10.1007/978-94-010-9371-2 (englisch, springer.com).[16]
- Baruch de Spinoza: Algebraische Berechnung des Regenbogens – Berechnung von Wahrscheinlichkeiten: Sämtliche Werke, Ergänzungsband. Zweisprachige Ausgabe. Felix Meiner Verlag, 1982, ISBN 978-3-7873-3289-2 (google.com).[17]

### Artikel
- Michael John Petry: Hegels Naturphilosophie: die Notwendigkeit einer Neubewertung. In: Zeitschrift fur philosophische Forschung. 35. Jahrgang, Nr. 3/4, 1981, ISSN 0044-3301, S. 614–628, JSTOR:20483154.